# Bresenza
Bresenza del Taiano (in sloveno Prešnica) è una frazione del comune sloveno di Erpelle-Cosina.
Il piccolo centro abitato è servito da una omonima fermata ferroviaria posta sulla ferrovia Istriana; poco distante, da questa linea si dirama la linea per Capodistria.